# I'm not in love (canción de Olive)
«I'm Not in Love» es una canción escrita por Eric Stewart y Graham Gouldman, ambos miembros del grupo inglés 10cc, que forma parte del álbum The Original Soundtrack. En su letra el cantante nos asegura no estar enamorado.

## Versión original

### Recepción
Publicada el 31 de mayo de 1975, "I'm not in love" se convirtió en el éxito número dos del grupo, manteniéndose en el primer lugar durante dos semanas el 28 de junio de 1975 en el Reino Unido. En Estados Unidos logró el puesto número dos durante tres semanas, cubriendo el primer puesto una canción cada semana: (Van McCoy con "The Hustle", The Eagles con "One Of These Nights", y los Bee Gees con su "Jive Talkin'").

## Versión de Olive
La banda Olive grabó para su segundo álbum una versión de la canción bajo el sello Maverick Records, perteneciente en la época a Madonna, que debutaría como segundo sencillo de Trickle, incluyéndose también en la banda sonora de la película The Next Best Thing interpretada por Madonna y Rupert Everett.
Está dominada por la voz de Ruth-Ann Boyle y la canción mantiene la línea original de la canción.
Acompañada por una serie de remixes orientados al dance en el sencillo de presentación, la canción ganó suficiente notoriedad para alcanzar el número uno en el Billboard hot Dance Music/Club Play Chart — en la semana del 1 de julio de 2000. También se escuchó en las radios dance.